# Erebochlora
Erebochlora är ett släkte av fjärilar. Erebochlora ingår i familjen mätare.

## Dottertaxa tillErebochlora, i alfabetisk ordning[1]
- Erebochlora albida
- Erebochlora albistrota
- Erebochlora albocentrata
- Erebochlora apiciflava
- Erebochlora cacotrocha
- Erebochlora cerasii
- Erebochlora chamaeleonis
- Erebochlora decdor
- Erebochlora duplicata
- Erebochlora fusimacula
- Erebochlora griseata
- Erebochlora internexa
- Erebochlora maculataria
- Erebochlora magnifascia
- Erebochlora obfuscens
- Erebochlora ochreiplaga
- Erebochlora orbifera
- Erebochlora orbisticta
- Erebochlora ovaliplaga
- Erebochlora pallidistria
- Erebochlora pernigrata
- Erebochlora regularis
- Erebochlora roseofasciata
- Erebochlora ruficostaria
- Erebochlora schausi
- Erebochlora semifumata
- Erebochlora simulator
- Erebochlora subinnotata
- Erebochlora subrufata
- Erebochlora subtermaculata
- Erebochlora tesserulata
- Erebochlora tima
- Erebochlora vidascens